# Alto Horizonte
Alto Horizonte este un oraș în Goiás (GO), Brazilia.